# E·A·休伊特
埃德伯特·安斯加·休伊特， CMG，FRGS （Edbert Ansgar Hewett，1860年9月5日—1915年11月24日）是一位英国商人，也是行政局和香港立法局非官守議員。

## 生平
休伊特是乔治·休伊特爵士和克拉拉·冯·波查默（Clara von Pochammer）的后裔。  1893年2月2日，他与露丝·珍妮特·麦肯德里克（ Ruth Jeannette McKendrick）结婚。
休伊特17岁时入職位于伦敦的鐵行輪船公司总部。1880年前往香港，之後又在上海工作7了年，在横滨工作了2年，在神户工作了6个月。他後來成为鐵行輪船公司香港分公司的负责人， 
1897年至1901年期間，休伊特當選上海公共租界工部局董事，1900年至1901年期間出任上海公共租界工部局總董。
後來休伊特移居香港並且當選香港總商會副會長，1903年至1915年间出任香港总商会会长。1906年4月26日起出任香港立法局議員，1906年6月1日又出任議政局成員。
1912年，休伊特獲頒聖米迦勒及聖喬治勳章。 
1915年11月24日，休伊特因疟疾去世。他的墓地位於跑馬地的香港墳場。英屬香港全天降半旗致哀。